# Constantin Tabarcea
Constantin Tabarcea (Târgoviște, 8 de fevereiro de 1937 – Ploiești, 14 de julho de 1963) foi um futebolista romeno que atuava como meio-campista.

## Carreira
Revelado pelo Metalul Târgoviște, onde atuou nas categorias de base entre 1951 e 1955, Tabarcea jogou apenas 8 anos como profissional defendendo o Petrolul Ploiești, conquistando 2 títulos do Campeonato Romeno e uma Copa da Romênia, em 1962–63 - esta última em caráter póstumo.
Ele não chegou a defender a seleção principal da Romênia, tendo atuado pelas seleções Sub-23 (4 jogos entre 1958 e 1959) e B (2 partidas entre 1959 e 1961).

## Morte
Durante uma partida de seu clube contra o Dinamo Bacău (atual FCM Bacău), Tabarcea desmaiou no gramado e faleceu, aos 26 anos. A causa de sua morte foi atribuída a estranhos problemas de funcionamento do timo.

## Títulos
Petrolul Ploiești
- Campeonato Romeno: 1957–58, 1958–59[4]
- Copa da Romênia: 1962–63 (póstumo)[5]